# Frances (film)
 For alternative betydninger, se Frances (flertydig). (Se også artikler, som begynder med Frances)
Frances er titlen på en film fra 1982 instrueret af Graeme Clifford.
Filmen er baseret på skuespilleren Frances Farmers liv. Farmer var i 1930'erne en af de mest lovende stjerner i Hollywood, især kendt for filmen Mands vilje (1936), men hun røg ind i et alkoholmisbrug, og dertil kom psykiske problemer, der tilsammen gjorde, at hendes filmkontrakt blev annulleret. I manuskriptet til filmen er der dog ændret på flere vigtige forhold.
Filmen koncentrerer sig om hendes opstigning og bratte fald. Jessica Langes præstation i titelrollen indbragte hende en Oscar-nominering for bedste kvindelige hovedrolle. Prisen gik til Meryl Streep for hendes rolle i Sophies valg; i stedet vandt Lange prisen for bedste birolle det år for sin medvirken i Tootsie. Denne pris vandt hun blandt andet foran Kim Stanley, der var nomineret for sin rolle som Frances' mor.

## Handling
Frances Farmer (Jessica Lange) er allerede som ung i Seattle en rebelsk type og vinder i 1931 100 dollars for en stil i gymnasiet med titlen "Gud dør". I 1935 er hun igen kontroversiel, da hun hun vinder og tager imod en rejse med alt betalt til Sovjetunionen for at besøge Moskvas Kunstnerteater. Hun arbejder målrettet på at blive skuespiller, men er lige så besluttet på ikke at spille Hollywood-spillet: Hun nægter at foretage de krævede offentlige optrædener og insisterer på at optræde på film uden makeup. Hun gifter sig første gang med Dwanye Steele trods råd om det modsatte, men har en affære med den erklærede kommunist Harry York (Sam Shephard) den aften, hvor hendes film Mands vilje (Come and Get It) har premiere i hendes fødeby. Hendes trodsighed tiltrækker Broadway-dramatikeren Clifford Odets' (Jeffrey DeMunn) interesse, og han overbeviser hende om, at hendes fremtid ligger i Group Theatre i New York.
Frances opdager dog til sin bedrøvelse, at Group Theatre først og fremmest udnytter hendes berømmelse i stykket Golden Boy til at tiltrække publikum, og teatret skifter hende ud med en velhavende skuespiller på teatrets turné til London med stykket, og Odets, som har haft et forhold til Frances, afslutter affæren, da hans hustru er på vej hjem fra Europa. Frances forsøger nu desperat at genoptage sin Hollywood-karriere, men må finde sig i banale roller i B-film. Hun bliver i stigende grad afhængig af alkohol og amfetamin i 1940'erne og bliver presset af sin mor, der bliver hendes juridiske værge efter hendes talrige lovovertrædelser, og alt dette giver Frances et nervesammenbrud. Efter sin første hospitalsindlæggelse fortæller hun sin mor, at hun ikke vil tilbage til Hollywood, men leve i fred på landet; i den sammenhæng overfuser og truer hun sin mor. Indlagt begår de stedlige autoriteter nu overgreb på Frances, idet hun tvinges til at tage insulin og modtage elektrochok, hun bliver slået og voldtaget af mandlige portører og soldater fra en nærtliggende base, og endelig får hun mod sin vilje foretaget det hvide snit inden sin udskrivning i 1950.
I 1958 medvirker hun i et hyldestprogram på tv, hvilket Harry York ser. Da hun bliver spurgt ind til alkoholisme, stofmisbrug og mental sygdom, benægter Frances alt og siger: "Hvis en person behandles som en patient, er hun tilbøjelig til at handle som en." Filmen slutter efter en fest i Hollywood til ære for hende, hvor hun går hen ad gaden sammen med Harry og taler om sine forældres død, hvordan hun solgte deres hus, og at hun er en "anonym synder" med et liv i et mere roligt tempo foran sig.
I filmens sluttekster berettes det, at hun kort efter flytter til Indianapolis, får sit eget tv-show (1958-1964), hvorefter hun dør i ensomhed af spiserørskræft 1. august 1970, 56 år gammel.

## Medvirkende
- Jessica Lange - Frances Farmer
- Kim Stanley - Lillian Van Ornum Farmer (Frances' mor)
- Sam Shephard - Harry York
- Bart Burns - Ernest Farmer
- Jonathan Banks - blaffer
- Jeffrey DeMunn - Clifford Odets
- Kevin Costner - Luther (ikke krediteret)
- Zelda Rubinstein - patient
- Anjelica Huston - patient
- Pamela Gordon - patient

## Indspilningen
En lang række skuespillere var under overvejelse til rollen som Frances, heriblandt Mia Farrow, Sally Field, Jane Fonda, Meryl Streep, Susan Sarandon og Sissy Spacek.
Jessica Lange og Sam Shepard blev forelskede under indspilningerne og holdt sammen til 2010. Kevin Costners medvirken i en meget lille rolle var hans første i en større filmproduktion.